# Senecio taitungensis
Senecio taitungensis là một loài thực vật có hoa trong họ Cúc. Loài này được S.S.Ying miêu tả khoa học đầu tiên năm 1990.